# Liparis xanthina
Liparis xanthina är en orkidéart som beskrevs av Henry Nicholas Ridley. Liparis xanthina ingår i släktet gulyxnen, och familjen orkidéer. Inga underarter finns listade i Catalogue of Life.